# Norbertanie

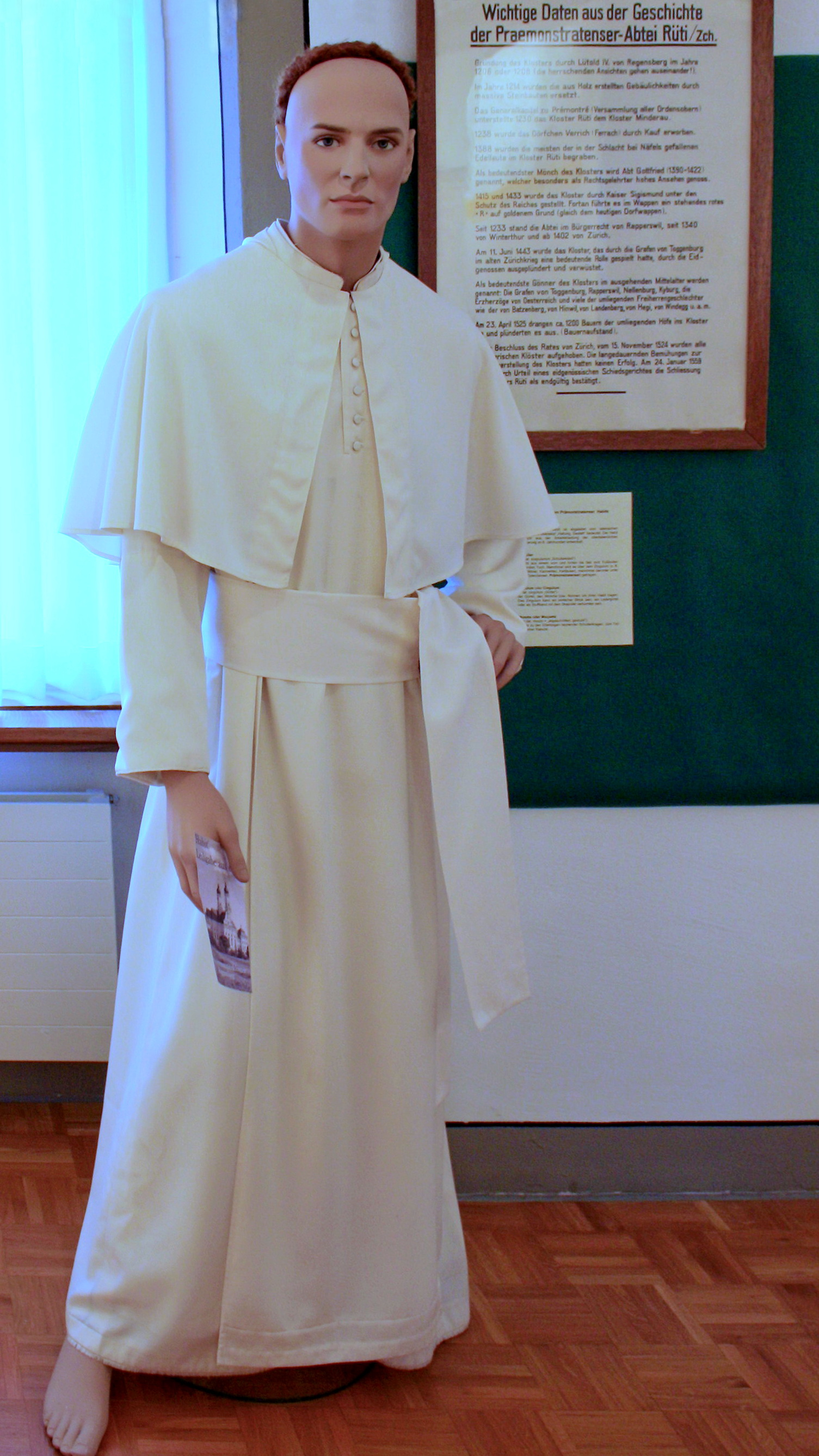
Habit norbertański

Norbertanie (Premonstratensi) – zakon rzymskokatolicki założony w 1120 przez św. Norberta z Xanten w miejscowości Prémontré koło Laon we Francji. Oparty jest na regule św. Augustyna. 
Zakon norbertanów w XIV wieku obejmował 655 opactw i probostw. Obecnie w świecie jest około 1450 zakonników w 51 domach. Zakon wydał 10 świętych i 4 błogosławionych. Wśród błogosławionych jest też polska norbertanka, Bronisława z Krakowa. Pierwsi premonstratensi przybyli do Polski w 1126 roku. 